# Рабикаускас Паулюс
Паулюс Рабикаускас (лит. Paulus Rabikauskas; 16.08.1920, Кедайняйский р-н, Литва— 07.03.1998) - литовский историк, доктор (1955), профессор (1961), правомочный член Литовской католической АН (1961), почетный доктор Папской теологической академии в Кракове (1991) и Вильнюсского университета (1992), профессор Григорианского университета в Риме (1994).

## Биография
С 1938 член ордена иезуитов. Учился в Литве (Каунас), Германии (Пулах, Мария-Эк, Бюрен), Бельгии (Вепион), Италии (Григорианский университет в Риме), Франции (Национальная школа хартий в Париже).
С 1955 преподавал в Григорианском университете. В 1970— 1973 и 1985— 1991 декан факультета истории церкви, в 1975— 1978 проректор.
С 1976 редактор издания «Archivum Historiae Pontificiae».
Исследовал папскую дипломатию, историю ордена иезуитов ВКЛ, историю основания Виленской академии.
Издал отчеты епископов ВКЛ XVII — XVIII ст., что отправлялись в Рим («Relationes status diocesium in Magno Ducatu Lituaniae». Т. 1—2. - Рим, 1971—78).